# EHF Challenge Cup der Frauen 2007/08
Am EHF Challenge Cup 2007/08 nahmen 39 Handball-Vereinsmannschaften teil, die sich in der vorangegangenen Saison in ihren Heimatländern für den Wettbewerb qualifiziert hatten. Es war die 8. Austragung des Challenge Cups unter diesem Namen. Die Pokalspiele begannen am 28. September 2007, das Rückrundenfinale fand am 24. Mai 2008 statt. Titelverteidiger des EHF Challenge Cups war der serbische Verein ŽRK Naisa Niš. Der Titelgewinner in der Saison war der deutsche Verein VfL Oldenburg.

## 1. Runde
Es nahmen 12 Teams, die sich vorher für den Wettbewerb qualifiziert hatten, teil. Die Spiele fanden vom 28. September bis 30. September 2007 statt.

### Qualifizierte Teams
| Gruppe A - HC Britterm Slokov - DHK Zora Olomouc - Megas Alexandros Giannitsa - VOC Amsterdam | Gruppe B - HPK Arkatron Minsk - Fortissimo Cothen - SKP Bratislava - Gazi University Ankara | Gruppe C - ŽRK Ljubuški - HC Victory Regia Minsk - ŽRK Biseri Pljevlja - Juventude Desportiva do Lis |

### Gruppe A
Das Turnier der Gruppe A fand vom 28. September bis 30. September in Olomouc, Tschechien statt.
Der Tabellenerste qualifizierte sich für die 2. Runde. Die zwei besten Gruppenzweite aus Gruppe A und B und C qualifizierten sich ebenfalls für die 2. Runde. Die zwei Letzten schieden aus dem Turnier aus.
| Pl. | Mannschaft                 | Sp. | S | U | N | T   | GT  | Diff | Pkt   |
| --- | -------------------------- | --- | - | - | - | --- | --- | ---- | ----- |
| 1.  | DHK Zora Olomouc           | 3   | 3 | 0 | 0 | 101 | 49  | +52  | 6 : 0 |
| 2.  | VOC Amsterdam              | 3   | 2 | 0 | 1 | 81  | 50  | +1   | 4 : 2 |
| 3.  | HC Britterm Slokov         | 3   | 1 | 0 | 2 | 71  | 73  | −2   | 2 : 4 |
| 4.  | Megas Alexandros Giannitsa | 3   | 0 | 0 | 3 | 57  | 108 | −51  | 0 : 6 |

| 28. September 2007, 14:30 Uhr in Olomouc | 300 Zuschauer Spielbericht | Megas Alexandros Giannitsa | 24 : 36 (9 : 20)  | VOC Amsterdam              |
| 28. September 2007, 17:00 Uhr in Olomouc | 400 Zuschauer Spielbericht | HC Britterm Slokov         | 15 : 29 (10 : 15) | DHK Zora Olomouc           |
| 29. September 2007, 14:30 Uhr in Olomouc | 300 Zuschauer Spielbericht | DHK Zora Olomouc           | 38 : 15 (20 : 5)  | Megas Alexandros Giannitsa |
| 29. September 2007, 17:00 Uhr in Olomouc | 300 Zuschauer Spielbericht | VOC Amsterdam              | 26 : 22 (11 : 12) | HC Britterm Slokov         |
| 30. September 2007, 10:00 Uhr in Olomouc | 200 Zuschauer Spielbericht | VOC Amsterdam              | 19 : 34 (10 : 16) | DHK Zora Olomouc           |
| 30. September 2007, 12:30 Uhr in Olomouc | 100 Zuschauer Spielbericht | Megas Alexandros Giannitsa | 18 : 34 (9: 15)   | HC Britterm Slokov         |

### Gruppe B
Das Turnier der Gruppe B fand vom 28. September bis 30. September in Cothen, Niederlande statt.
Der Tabellenerste qualifizierte sich für die 2. Runde. Die zwei besten Gruppenzweite aus Gruppe A und B und C qualifizierten sich ebenfalls für die 2. Runde. Die zwei Letzten schieden aus dem Turnier aus.
| Pl. | Mannschaft             | Sp. | S | U | N | T  | GT  | Diff | Pkt   |
| --- | ---------------------- | --- | - | - | - | -- | --- | ---- | ----- |
| 1.  | SKP Bratislava         | 3   | 3 | 0 | 0 | 87 | 66  | +21  | 6 : 0 |
| 2.  | Fortissimo Cothen      | 3   | 1 | 1 | 1 | 83 | 59  | +24  | 3 : 3 |
| 3.  | Gazi University Ankara | 3   | 1 | 1 | 1 | 76 | 63  | +13  | 3 : 3 |
| 4.  | HPK Arkatron Minsk     | 3   | 0 | 0 | 3 | 50 | 108 | −58  | 0 : 6 |

| 28. September 2007, 18:00 Uhr in Cothen | 250 Zuschauer Spielbericht | Gazi University Ankara | 35 : 19 (17 : 9)  | HPK Arkatron Minsk     |
| 28. September 2007, 20:00 Uhr in Cothen | 350 Zuschauer Spielbericht | SKP Bratislava         | 29 : 24 (17 : 13) | Fortissimo Cothen      |
| 29. September 2007, 18:00 Uhr in Cothen | 300 Zuschauer Spielbericht | Fortissimo Cothen      | 21 : 21 (10 : 10) | Gazi University Ankara |
| 29. September 2007, 20:00 Uhr in Cothen | 150 Zuschauer Spielbericht | HPK Arkatron Minsk     | 22 : 35 (11 : 20) | SKP Bratislava         |
| 30. September 2007, 12:00 Uhr in Cothen | 350 Zuschauer Spielbericht | HPK Arkatron Minsk     | 9 : 38 (5 : 18)   | Fortissimo Cothen      |
| 30. September 2007, 14:00 Uhr in Cothen | 270 Zuschauer Spielbericht | Gazi University Ankara | 20 : 23 (9: 17)   | SKP Bratislava         |

### Gruppe C
Das Turnier der Gruppe C fand vom 28. September bis 30. September in Minsk, Belarus statt.
Der Tabellenerste qualifizierte sich für die 2. Runde. Die zwei besten Gruppenzweite aus Gruppe A und B und C qualifizierten sich ebenfalls für die 2. Runde. Die zwei Letzten schieden aus dem Turnier aus.
| Pl. | Mannschaft                  | Sp. | S | U | N | T   | GT | Diff | Pkt   |
| --- | --------------------------- | --- | - | - | - | --- | -- | ---- | ----- |
| 1.  | ŽRK Ljubuški                | 3   | 3 | 0 | 0 | 88  | 57 | +31  | 6 : 0 |
| 2.  | HC Victory Regia Minsk      | 3   | 2 | 0 | 1 | 103 | 68 | +35  | 4 : 2 |
| 3.  | Juventude Desportiva do Lis | 3   | 1 | 0 | 2 | 70  | 77 | −7   | 2 : 4 |
| 4.  | ŽRK Biseri Pljevlja         | 3   | 0 | 0 | 3 | 38  | 97 | −59  | 0 : 6 |

| 28. September 2007, 17:00 Uhr in Minsk | 500 Zuschauer Spielbericht | ŽRK Ljubuški                | 30 : 23 (13 : 13) | HC Victory Regia Minsk      |
| 28. September 2007, 19:00 Uhr in Minsk | 500 Zuschauer Spielbericht | Juventude Desportiva do Lis | 28 : 8 (15 : 6)   | ŽRK Biseri Pljevlja         |
| 29. September 2007, 17:00 Uhr in Minsk | 200 Zuschauer Spielbericht | ŽRK Biseri Pljevlja         | 16: 29 (7 : 18)   | ŽRK Ljubuški                |
| 29. September 2007, 19:00 Uhr in Minsk | 500 Zuschauer Spielbericht | HC Victory Regia Minsk      | 40 : 24 (20 : 14) | Juventude Desportiva do Lis |
| 30. September 2007, 10:00 Uhr in Minsk | 300 Zuschauer Spielbericht | Juventude Desportiva do Lis | 18 : 29 (8 : 14)  | ŽRK Ljubuški                |
| 30. September 2007, 12:00 Uhr in Minsk | 400 Zuschauer Spielbericht | ŽRK Biseri Pljevlja         | 14 : 40 (6 : 21)  | HC Victory Regia Minsk      |

## 2. Runde
Es nahmen die 3 Gruppensieger sowie die 2 besten Gruppenzweiten der ersten Runde und 27 Teams, die sich vorher für den Wettbewerb qualifiziert hatten, teil. Die Spiele fanden vom 2. November 2007 – 11. November 2007 statt.

### Qualifizierte Teams
| - ZV Wiener Neustadt - ABU Baku - ŽRK Ljubuški (Quali 1. Runde) - ŽRK Željeznčar Hadžići - RK Trešnjevka - ŽRK Tvin-Trgocentar Virovitica - DHK Zora Olomouc (Quali 1. Runde) - Cercle Dijon Bourgogne - S.A. Mérignacais HB - DJK / MJC Trier - VfL Oldenburg - GS Elpides Drama - Valur Reykjavík - Gruppo Squassabia Mantova - Sarti Ariosto Ferrara - KH Priština | - RK Stružanka Struga - Fortissimo Cothen (Quali 1. Runde) - VOC Amsterdam (Quali 1. Runde) - KS Zgoda Ruda Śląska - Colegio de Gaia - H.C. Dunarea Braila - C.S. Tomis Constanţa - RK Lasta Belgrad - ŽORK Napredak Kruševac - ŽRK Kikinda - LK Zug HB - SKP Bratislava (Quali 1. Runde) - SKP HK Banská Bystrica - Anadolu University S.C. - Spartak Kiew - Karpaty Uschhorod |

### Ausgeloste Spiele & Ergebnisse
| Mannschaft 1              | Mannschaft 2                   | Hinspiel                        | Rückspiel                       | Gesamt  |
| ------------------------- | ------------------------------ | ------------------------------- | ------------------------------- | ------- |
| C.S. Tomis Constanţa      | GS Elpides Drama               | 03.11.07                        | 10.11.07                        | 65 : 35 |
| C.S. Tomis Constanţa      | GS Elpides Drama               | 31 : 18 (12 : 8)                | 34 : 17 (15 : 6)                | 65 : 35 |
| C.S. Tomis Constanţa      | GS Elpides Drama               | Konstanza 1000 Zuschauer        | Drama 400 Zuschauer             | 65 : 35 |
| Gruppo Squassabia Mantova | S.A. Mérignacais HB            | 04.11.07                        | 11.11.07                        | 57 : 69 |
| Gruppo Squassabia Mantova | S.A. Mérignacais HB            | 31 : 36 (15 : 15)               | 26 : 33 (13 : 17)               | 57 : 69 |
| Gruppo Squassabia Mantova | S.A. Mérignacais HB            | Vigasio 300 Zuschauer           | Bordeaux 800 Zuschauer          | 57 : 69 |
| DHK Zora Olomouc          | KS Zgoda Ruda Śląska           | 03.11.07                        | 10.11.07                        | 50 : 43 |
| DHK Zora Olomouc          | KS Zgoda Ruda Śląska           | 27 : 21 (13 : 8)                | 23 : 22 (10 : 9)                | 50 : 43 |
| DHK Zora Olomouc          | KS Zgoda Ruda Śląska           | Olomouc 500 Zuschauer           | Ruda Śląska 400 Zuschauer       | 50 : 43 |
| KH Priština               | VOC Amsterdam                  | 09.11.07                        | 11.11.07                        | 30 : 77 |
| KH Priština               | VOC Amsterdam                  | 14 : 37 (5 : 18)                | 16 : 40 (6 : 21)                | 30 : 77 |
| KH Priština               | VOC Amsterdam                  | Amsterdam 500 Zuschauer         | Amsterdam 300 Zuschauer         | 30 : 77 |
| Fortissimo Cothen         | ŽRK Kikinda                    | 04.11.07                        | 10.11.07                        | 45 : 67 |
| Fortissimo Cothen         | ŽRK Kikinda                    | 22 : 33 (15 : 13)               | 23 : 34 (8 : 20)                | 45 : 67 |
| Fortissimo Cothen         | ŽRK Kikinda                    | Cothen 400 Zuschauer            | Kikinda 900 Zuschauer           | 45 : 67 |
| LK Zug HB                 | ŽRK Željeznčar Hadžići         | 02.11.07                        | 03.11.07                        | 51: 50  |
| LK Zug HB                 | ŽRK Željeznčar Hadžići         | 28 : 26 (17 : 15)               | 23 : 24 (13 : 13)               | 51: 50  |
| LK Zug HB                 | ŽRK Željeznčar Hadžići         | Hadžići 700 Zuschauer           | Hadžići 700 Zuschauer           | 51: 50  |
| ŽORK Napredak Kruševac    | Valur Reykjavík                | 03.11.07                        | 04.11.07                        | 38 : 74 |
| ŽORK Napredak Kruševac    | Valur Reykjavík                | 20 : 34 (8 : 18)                | 18 : 40 (8 : 24)                | 38 : 74 |
| ŽORK Napredak Kruševac    | Valur Reykjavík                | Reykjavík 200 Zuschauer         | Reykjavík 200 Zuschauer         | 38 : 74 |
| DJK / MJC Trier           | VfL Oldenburg                  | 03.11.07                        | 11.11.07                        | 48 : 58 |
| DJK / MJC Trier           | VfL Oldenburg                  | 26 : 35 (11 : 16)               | 22 : 23 (6 : 12)                | 48 : 58 |
| DJK / MJC Trier           | VfL Oldenburg                  | Trier 400 Zuschauer             | Oldenburg 600 Zuschauer         | 48 : 58 |
| Anadolu University S.C.   | SKP Bratislava                 | 04.11.07                        | 10.11.07                        | 47 : 57 |
| Anadolu University S.C.   | SKP Bratislava                 | 24 : 24 (12 : 13)               | 23 : 33 (11 : 21)               | 47 : 57 |
| Anadolu University S.C.   | SKP Bratislava                 | Eskisehir 600 Zuschauer         | Bratislava 500 Zuschauer        | 47 : 57 |
| RK Trešnjevka             | Colegio de Gaia                | 09.11.07                        | 10.11.07                        | 75 : 64 |
| RK Trešnjevka             | Colegio de Gaia                | 33 : 35 (17 : 20)               | 42 : 29 (20 : 15)               | 75 : 64 |
| RK Trešnjevka             | Colegio de Gaia                | Vila Nova de Gaia 500 Zuschauer | Vila Nova de Gaia 300 Zuschauer | 75 : 64 |
| ZV Wiener Neustadt        | Karpaty Uschhorod              | 03.11.07                        | 10.11.07                        | 48 : 45 |
| ZV Wiener Neustadt        | Karpaty Uschhorod              | 25 : 20 (14 : 12)               | 23 : 25 (9 : 12)                | 48 : 45 |
| ZV Wiener Neustadt        | Karpaty Uschhorod              | Wiener Neustadt 400 Zuschauer   | Uschhorod 300 Zuschauer         | 48 : 45 |
| Sarti Ariosto Ferrara     | RK Lasta Belgrad               | 04.11.07                        | 10.11.07                        | 57 : 65 |
| Sarti Ariosto Ferrara     | RK Lasta Belgrad               | 30 : 33 (14 : 15)               | 27 : 32 (12 : 15)               | 57 : 65 |
| Sarti Ariosto Ferrara     | RK Lasta Belgrad               | Via e de Marchi 300 Zuschauer   | Belgrad 500 Zuschauer           | 57 : 65 |
| ŽRK Ljubuški              | H.C. Dunarea Braila            | 03.11.07                        | 04.11.07                        | 37 : 74 |
| ŽRK Ljubuški              | H.C. Dunarea Braila            | 23 : 36 (10 : 17)               | 14 : 38 (6 : 20)                | 37 : 74 |
| ŽRK Ljubuški              | H.C. Dunarea Braila            | Braila 1500 Zuschauer           | Braila 1600 Zuschauer           | 37 : 74 |
| Cercle Dijon Bourgogne    | SKP HK Banská Bystrica         | 03.11.07                        | 10.11.07                        | 56 : 39 |
| Cercle Dijon Bourgogne    | SKP HK Banská Bystrica         | 32 : 19 (17 : 8)                | 24 : 20 (13 : 12)               | 56 : 39 |
| Cercle Dijon Bourgogne    | SKP HK Banská Bystrica         | Dijon 2300 Zuschauer            | Banská Bystrica 300 Zuschauer   | 56 : 39 |
| RK Stružanka Struga       | Spartak Kiew                   | 10.11.07                        | 11.11.07                        | 43: 64  |
| RK Stružanka Struga       | Spartak Kiew                   | 18 : 33 (7 : 15)                | 25 : 31 (10 : 15)               | 43: 64  |
| RK Stružanka Struga       | Spartak Kiew                   | Kiew 700 Zuschauer              | Kiew 800 Zuschauer              | 43: 64  |
| ABU Baku                  | ŽRK Tvin-Trgocentar Virovitica | 03.11.07                        | 04.11.07                        | 62 : 29 |
| ABU Baku                  | ŽRK Tvin-Trgocentar Virovitica | 34 : 16 (17 : 6)                | 28 : 13 (13 : 5)                | 62 : 29 |
| ABU Baku                  | ŽRK Tvin-Trgocentar Virovitica | Baku 600 Zuschauer              | Baku 500 Zuschauer              | 62 : 29 |

## Achtelfinale
Es nahmen die 16 Sieger der 2. Runde teil. Die Spiele fanden vom 9. Februar – 17. Februar 2008 statt.

### Qualifizierte Teams
| - ZV Wiener Neustadt - ABU Baku - RK Trešnjevka - DHK Zora Olomouc - Cercle Dijon Bourgogne - S.A. Mérignacais HB - VfL Oldenburg - Valur Reykjavík | - VOC Amsterdam - HC Dunărea Brăila - C.S. Tomis Constanţa - RK Lasta Belgrad - ŽRK Kikinda - LK Zug HB - ŠKP Bratislava - Spartak Kiew |

### Ausgeloste Spiele & Ergebnisse
| Mannschaft 1         | Mannschaft 2           | Hinspiel                      | Rückspiel                 | Gesamt  |
| -------------------- | ---------------------- | ----------------------------- | ------------------------- | ------- |
| C.S. Tomis Constanţa | ABU Baku               | 10.02.08                      | 16.02.08                  | 61 : 54 |
| C.S. Tomis Constanţa | ABU Baku               | 32 : 22 (20 : 11)             | 29 : 32 (16 : 19)         | 61 : 54 |
| C.S. Tomis Constanţa | ABU Baku               | Konstanza 1000 Zuschauer      | Baku 800 Zuschauer        | 61 : 54 |
| ŽRK Kikinda          | ŠKP Bratislava         | 09.02.08                      | 16.02.08                  | 40 : 44 |
| ŽRK Kikinda          | ŠKP Bratislava         | 22 : 21 (12 : 11)             | 18 : 23 (8 : 11)          | 40 : 44 |
| ŽRK Kikinda          | ŠKP Bratislava         | Kikinda 900 Zuschauer         | Bratislava 1000 Zuschauer | 40 : 44 |
| S.A. Mérignacais HB  | Spartak Kiew           | 09.02.08                      | 16.02.08                  | 61 : 49 |
| S.A. Mérignacais HB  | Spartak Kiew           | 34 : 21 (17 : 11)             | 27 : 28 (14 : 12)         | 61 : 49 |
| S.A. Mérignacais HB  | Spartak Kiew           | Bordeaux 1100 Zuschauer       | Kiew 500 Zuschauer        | 61 : 49 |
| RK Trešnjevka        | Cercle Dijon Bourgogne | 09.02.08                      | 16.02.08                  | 50 : 55 |
| RK Trešnjevka        | Cercle Dijon Bourgogne | 24 : 23 (14 : 10)             | 26 : 32 (12 : 16)         | 50 : 55 |
| RK Trešnjevka        | Cercle Dijon Bourgogne | Zagreb 300 Zuschauer          | Dijon 2400 Zuschauer      | 50 : 55 |
| LK Zug HB            | VfL Oldenburg          | 09.02.08                      | 10.02.08                  | 42 : 77 |
| LK Zug HB            | VfL Oldenburg          | 25 : 40 (9 : 20)              | 17 : 37 (10 : 19)         | 42 : 77 |
| LK Zug HB            | VfL Oldenburg          | Zug 300 Zuschauer             | Zug 250 Zuschauer         | 42 : 77 |
| RK Lasta Belgrad     | Valur Reykjavík        | 16.02.08                      | 17.02.08                  | 56 : 62 |
| RK Lasta Belgrad     | Valur Reykjavík        | 26 : 31 (12 : 16)             | 30 : 31 (12 : 14)         | 56 : 62 |
| RK Lasta Belgrad     | Valur Reykjavík        | Reykjavík 100 Zuschauer       | Reykjavík 200 Zuschauer   | 56 : 62 |
| ZV Wiener Neustadt   | VOC Amsterdam          | 09.02.08                      | 16.02.08                  | 52 : 50 |
| ZV Wiener Neustadt   | VOC Amsterdam          | 30 : 20 (17 : 6)              | 22 : 30 (13 : 15)         | 52 : 50 |
| ZV Wiener Neustadt   | VOC Amsterdam          | Wiener Neustadt 400 Zuschauer | Amsterdam 500 Zuschauer   | 52 : 50 |
| DHK Zora Olomouc     | HC Dunărea Brăila      | 09.02.08                      | 16.02.08                  | 53 : 54 |
| DHK Zora Olomouc     | HC Dunărea Brăila      | 26 : 27 (13 : 13)             | 27 : 27 (13 : 15)         | 53 : 54 |
| DHK Zora Olomouc     | HC Dunărea Brăila      | Olomouc 700 Zuschauer         | Brăila 1500 Zuschauer     | 53 : 54 |

## Viertelfinale
Es nahmen die 8 Sieger des Achtelfinales teil. Die Spiele fanden vom 8. – 16. März 2008 statt.

### Qualifizierte Teams
| - ZV Wiener Neustadt - Cercle Dijon Bourgogne - S.A. Mérignacais HB - VfL Oldenburg | - Valur Reykjavík - HC Dunărea Brăila - C.S. Tomis Constanţa - ŠKP Bratislava |

### Ausgeloste Spiele & Ergebnisse
| Mannschaft 1           | Mannschaft 2       | Hinspiel                       | Rückspiel                     | Gesamt  |
| ---------------------- | ------------------ | ------------------------------ | ----------------------------- | ------- |
| VfL Oldenburg          | ZV Wiener Neustadt | 09.03.08                       | 14.03.08                      | 66 : 52 |
| VfL Oldenburg          | ZV Wiener Neustadt | 33 : 26 (17 : 10)              | 33 : 26 (18 : 14)             | 66 : 52 |
| VfL Oldenburg          | ZV Wiener Neustadt | Oldenburg 2500 Zuschauer       | Wiener Neustadt 400 Zuschauer | 66 : 52 |
| S.A. Mérignacais HB    | Valur Reykjavík    | 09.03.08                       | 16.03.08                      | 59 : 54 |
| S.A. Mérignacais HB    | Valur Reykjavík    | 36 : 30 (21 : 14)              | 23 : 24 (14 : 12)             | 59 : 54 |
| S.A. Mérignacais HB    | Valur Reykjavík    | La Teste du Buch 600 Zuschauer | Reykjavík 600 Zuschauer       | 59 : 54 |
| C.S. Tomis Constanţa   | HC Dunărea Brăila  | 08.03.08                       | 15.03.08                      | 46 : 50 |
| C.S. Tomis Constanţa   | HC Dunărea Brăila  | 25 : 23 (13 : 15)              | 21 : 27 (8 : 10)              | 46 : 50 |
| C.S. Tomis Constanţa   | HC Dunărea Brăila  | Konstanza 600 Zuschauer        | Brăila 2000 Zuschauer         | 46 : 50 |
| Cercle Dijon Bourgogne | ŠKP Bratislava     | 09.03.08                       | 15.03.08                      | 48 : 48 |
| Cercle Dijon Bourgogne | ŠKP Bratislava     | 26 : 26 (12 : 11)              | 22 : 22 (12 : 12)             | 48 : 48 |
| Cercle Dijon Bourgogne | ŠKP Bratislava     | Dijon 1400 Zuschauer           | Bratislava 1000 Zuschauer     | 48 : 48 |

## Halbfinale
Es nahmen die 4 Sieger aus dem Viertelfinale teil. Die Spiele fanden vom 19. bis 27. April 2008 statt.

### Qualifizierte Teams
| - S.A. Mérignacais HB - VfL Oldenburg | - HC Dunărea Brăila - ŠKP Bratislava |

### Ausgeloste Spiele & Ergebnisse
| Mannschaft 1   | Mannschaft 2        | Hinspiel                  | Rückspiel              | Gesamt  |
| -------------- | ------------------- | ------------------------- | ---------------------- | ------- |
| VfL Oldenburg  | HC Dunărea Brăila   | 19.04.08                  | 26.04.08               | 59 : 56 |
| VfL Oldenburg  | HC Dunărea Brăila   | 30 : 31 (11 : 15)         | 29 : 25 (12 : 14)      | 59 : 56 |
| VfL Oldenburg  | HC Dunărea Brăila   | Oldenburg 2100 Zuschauer  | Brăila 2100 Zuschauer  | 59 : 56 |
| ŠKP Bratislava | S.A. Mérignacais HB | 20.04.08                  | 27.04.08               | 49 : 58 |
| ŠKP Bratislava | S.A. Mérignacais HB | 23 : 28 (12 : 14)         | 26 : 30 (12 : 15)      | 49 : 58 |
| ŠKP Bratislava | S.A. Mérignacais HB | Bratislava 2000 Zuschauer | Bordeaux 800 Zuschauer | 49 : 58 |

## Finale
Es nahmen die 2 Sieger aus dem Halbfinale teil. Das Hinspiel fand am 18. Mai 2008 statt. Das Rückspiel fand am 24. Mai 2008 statt.

### Qualifizierte Teams
| - S.A. Mérignacais HB | - VfL Oldenburg |

### Ausgeloste Spiele & Ergebnisse
| Mannschaft 1        | Mannschaft 2  | Hinspiel                | Rückspiel                | Gesamt  |
| ------------------- | ------------- | ----------------------- | ------------------------ | ------- |
| S.A. Mérignacais HB | VfL Oldenburg | 18.05.08                | 24.05.08                 | 51 : 60 |
| S.A. Mérignacais HB | VfL Oldenburg | 25 : 31 (8 : 12)        | 26 : 29 (15 : 16)        | 51 : 60 |
| S.A. Mérignacais HB | VfL Oldenburg | Bordeaux 2400 Zuschauer | Oldenburg 2300 Zuschauer | 51 : 60 |